# Cortiço

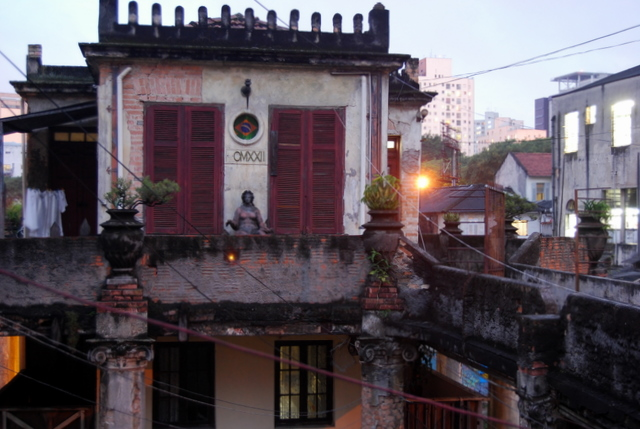
Vila Itororó, casarão situado no centro da cidade de São Paulo, que abrigava 86 famílias, até 2011

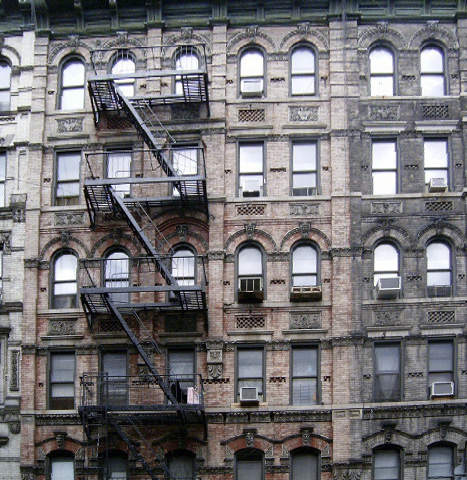
Um típico cortiço norte-americano

Cortiço é a denominação dada no Brasil a uma casa cujos cômodos são alugados, servindo cada um deles como habitação para uma família. As instalações sanitárias são comuns. Geralmente ocupados por famílias de baixa renda, no município de São Paulo (Brasil) os cortiços são chamados tecnicamente de "habitações coletivas precárias de aluguel" (HCPA).
Os tipos mais comuns de cortiços são:
- Cortiço de quintal: ocupa o centro do quarteirão com acesso através de um pequeno corredor. De face para a rua, ao lado do portão de entrada, há quase sempre um prédio de uso comercial.
- Cortiço pensão: construção independente com frente para a rua.
- Casa de cômodos: sobrado com várias subdivisões internas.
- Cortiços improvisados: ocupação precária dos fundos de depósitos, bares, armazéns, cocheiras ou estábulos.
- Hotel cortiço: durante o dia, usado como restaurante e à noite, como dormitório.

A configuração mais comum de cortiço é a de uma habitação coletiva formada por uma série de cômodos distribuídos ao longo de um corredor ou em volta de um pátio.